# Госпођа (ТВ серија)
Госпођа (шп. La señora) шпанска је телевизијска серија, снимана од 2008. до 2010.
У Србији је приказивана 2017. на првом програму РТС-а.

## Синопсис
Смештена у 20-те године 20. века, када су у Шпанији постојале огромне социјалне разлике, а биле су изражене нарочито у руралним подручјима, где је стање деспотизма било укорењено у традицији и неписмености.
Године 1920. у малом граду на северу Шпаније рађа се страствена љубав између Викторије Маркез и Анхела Гонзалеза, двоје младих различитог порекла. Она је ћерка поштованог власника рудника, који поред тога поседује и неколико послова увоза и извоза. Он је син рудара, који је прилично посвећен Богу и религији. Друштвене норме и околности нагло прекидају њихову страствену љубав. Анхел одлучује да постане свештеник, због очајне ситуације у којој се налази његова породица, док Викторија, из неочекиваних разлога мора да преузме контролу над пословима свога оца. Ипак, неколико година касније, судбина ће изнова испреплетати њихове животе и створити невероватну причу која доказује да права љубави руши све границе и да не умире никада...

## Улоге
| Глумац:           | Улога:                                         |
| ----------------- | ---------------------------------------------- |
| Адријана Угарте   | Викторија Маркез де ла Вега, маркиза де Кастро |
| Родолфо Санчо     | Анхел Гонзалез Руиз                            |
| Роберто Енрикез   | Гонсало Лопез, маркиз де Кастро                |
| Ана Турпин        | Ирене де Кастро и де ла Фуенте                 |
| Лаура Домингез    | Каталина де Кастро и де ла Фуенте              |
| Алберто Фереиро   | Пабло Маркез де ла Вега                        |
| Лусија Хименез    | Енкарна Алкантара Пријето                      |
| Кармен Конеса     | Алисија Сантибањез                             |
| Ана Вагенер       | Висента Рамирез                                |
| Берта Охеа        | Аделина                                        |
| Инма Куевас       | Росалија                                       |
| Алберто Хименез   | Рикардо Маркез Гонзалез                        |
| Раул Пријето      | Салвадор Гонзалез Руиз                         |
| Пепа Лопез        | Амалија Руиз                                   |
| Клаудија Хиралдез | Кончита                                        |
| Пепо Олива        | Хусто Санз                                     |
| Бенито Сагредо    | Алехандро                                      |
| Раул Пења         | Уго де Виана                                   |
| Каролина Лапауса  | Исабелита                                      |